# Accademia Filarmonica di Bologna

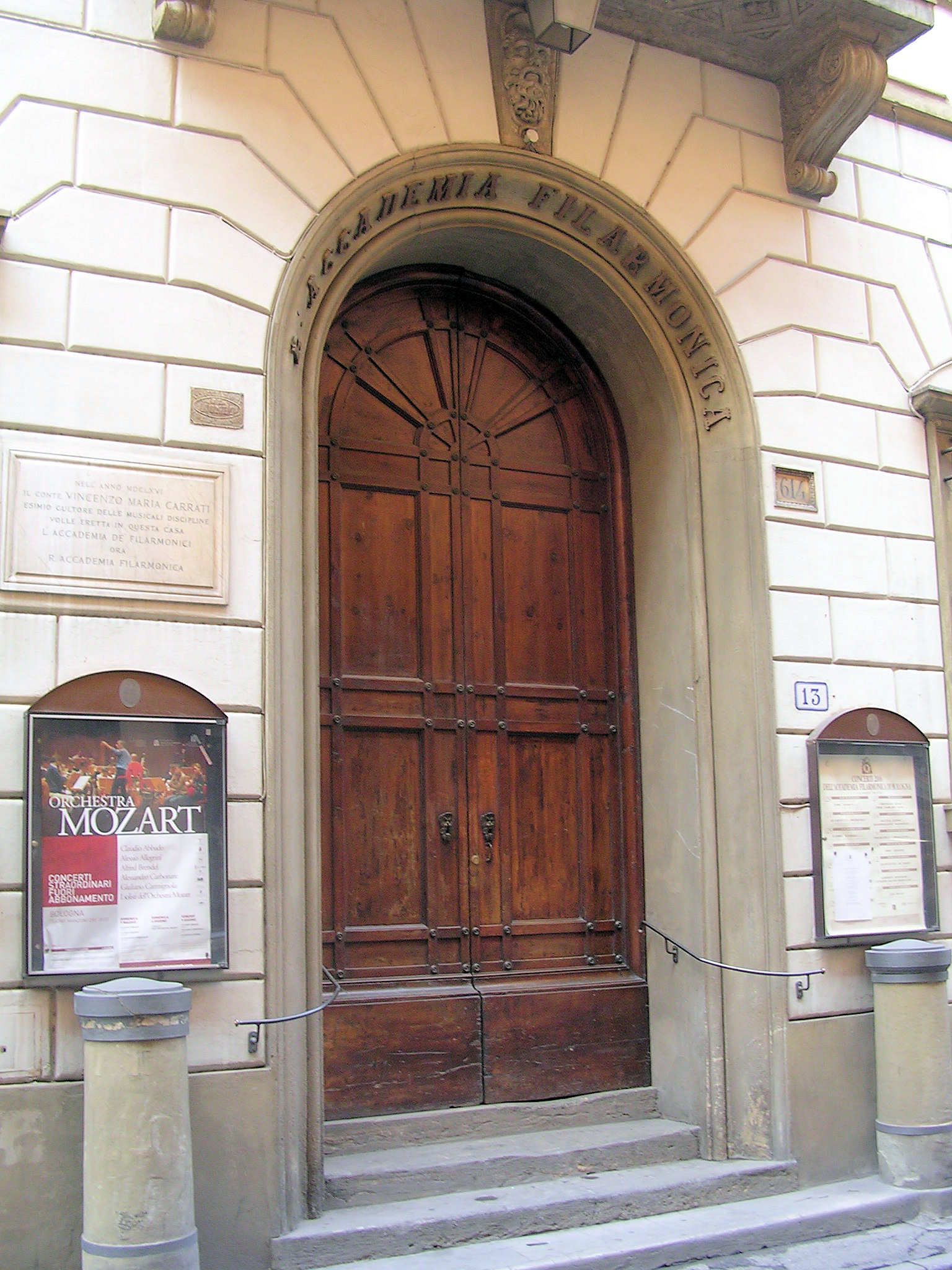
La facciata di Palazzo Carrati, sede dell'Accademia

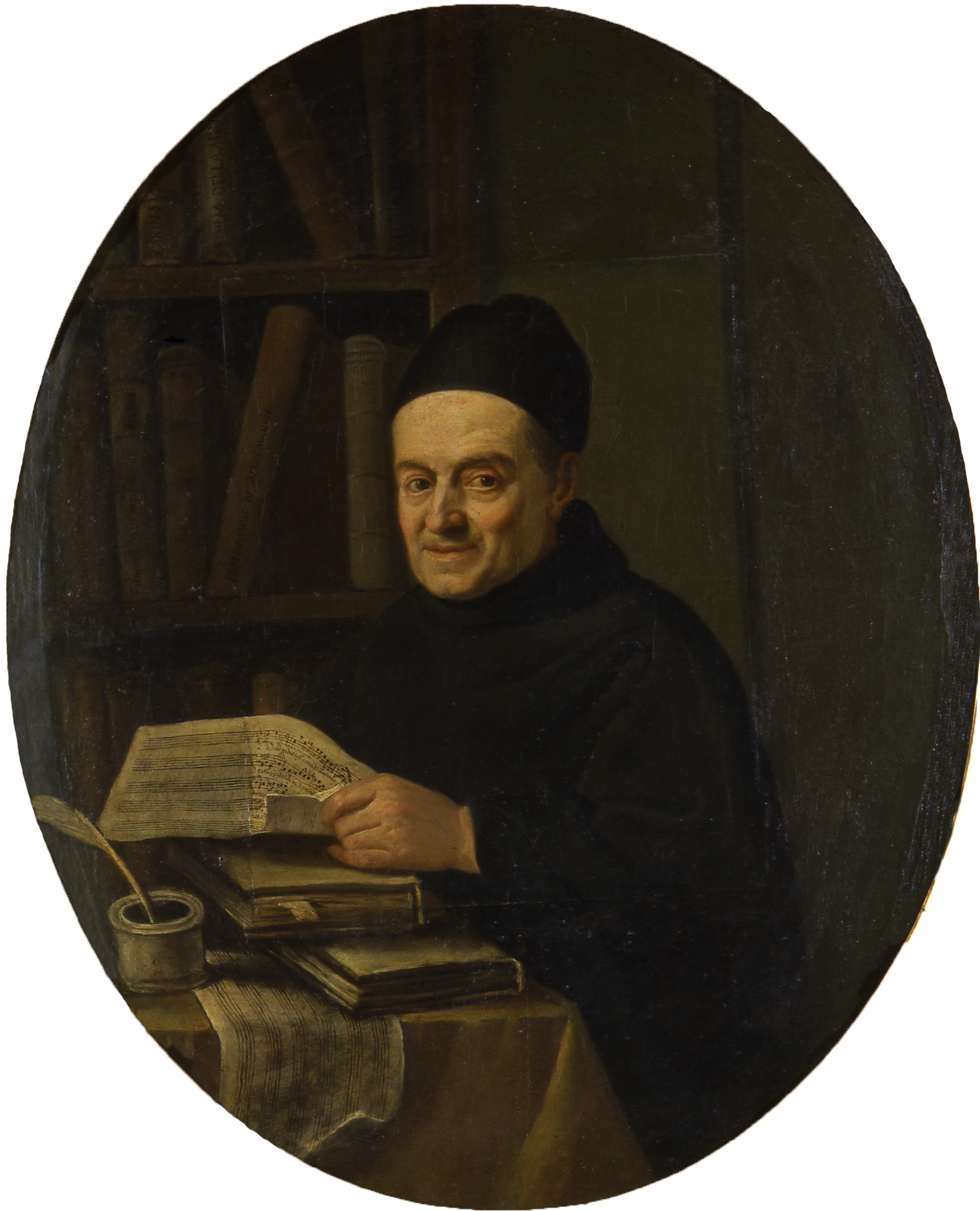
Ritratto di Padre Martini (Bologna, Museo internazionale e biblioteca della musica), uno fra i più stimati "Filarmonici"

L'Accademia Filarmonica di Bologna è un'istituzione musicale fondata a Bologna nel 1666 da Vincenzo Maria Carrati (1634-1675) con l'intenzione di raccogliere musicisti «acciò havere filo et unione da non disunirsi e rendere buon suono».
La sede è il palazzo di famiglia Carrati (al numero 13 dell'attuale via Guerrazzi).

## Le origini
L'accademia raccolse precedenti esperienze di accademie bolognesi (come l'antichissima Accademia degli Accesi, poi dei Ravvivati e infine dei Riaccesi, e soprattutto l'Accademia dei Floridi, poi dei Filomusi e dei Filaschisi), con lo scopo di salvaguardare il prestigio musicale e la professionalità dei suoi membri.
Fu scelto come patrono dell'associazione Sant'Antonio di Padova, e come stemma un organo ed il motto "Unitate melos".
L'Accademia acquisì presto un grande prestigio in tutta Europa; essere ammessi a farne parte era un titolo ambitissimo da molti musicisti. Una conferma di ciò la si legge nella rispettosa richiesta del compositore veneziano Benedetto Marcello che, presentando una sua composizione (Messa a Cappella per Papa Clemente XI) chiese di
(Lettera di B. Marcello a Giacomo Antonio Perti, ottobre 1710)
L'Accademia aveva il potere di autorizzare i maestri di cappella alla professione, controllando di fatto l'attività musicale nelle chiese bolognesi (privilegio fino ad allora concesso dal Papa solo ai Musici di S. Cecilia a Roma).

## Filarmonici di rilievo

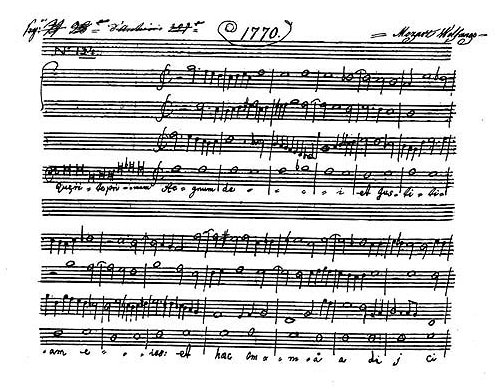
Antifona "Quaerite primum regnum Dei": esercizio d'esame del giovane Mozart, allievo di Padre Martini, 9 ottobre 1770, Bologna

Fra le personalità che furono aggregate all'Accademia citiamo Giovanni Paolo Colonna (tra i soci fondatori nel 1666), Bartolomeo Girolamo Laurenti (fondatore anch'esso), Lorenzo Penna (1676), Giuseppe Torelli (1684), Giacomo Antonio Perti (1688), Bartolomeo Bernardi,  Lorenzo Gaetano Zavateri (1717) Giuseppe Maria Orlandini (1719), Antonio Bernacchi (1722), Giovanni Carestini (1726), Carlo Broschi, detto il Farinelli (1730), Giovanni Battista Martini (1758), Ignazio Cirri (1759), André Ernest Modeste Grétry (1765), Maksim Berezovskij (1769), Josef Mysliveček (1771), David August von Apell.
Anche il quattordicenne Wolfgang Amadeus Mozart nel 1770 fu aggregato all'Accademia: la difficile e rigida prova di esame su "un'antifona di canto fermo" dell'ancora giovane Mozart non fu particolarmente brillante.
Esistono due versioni della prova di esame, entrambe conservate al Museo internazionale e biblioteca della musica di Bologna, una delle quali scorretta. Dato che entrambe sono autografate da Mozart, questa è l'evidenza che padre Martini passò una propria elaborazione del tema dato ad Amadeus, per favorirne la promozione.
Mozart si dimostrò sempre riconoscente per gli insegnamenti di padre Martini, al punto da scrivere:
(W.A. Mozart, Lettere (1776))
Nei secoli successivi numerosi altri artisti sono stati aggregati o hanno avuto forti relazioni con l'Accademia, ad esempio: Gioachino Rossini (1826), Giacomo Puccini (1899), Giuseppe Verdi (1868), Richard Wagner (1876), Arrigo Boito, Jules Massenet, Camille Saint-Saëns, John Field, Franz Liszt, Johannes Brahms, Anton Rubinstein, Ferruccio Busoni, Ottorino Respighi e Gustav Leonhardt.

## La nascita del Liceo musicale
Nel 1798 (sotto la Repubblica Cisalpina) tutti i beni ed i cimeli musicali dell'Accademia furono confiscati e fu fondato il Liceo musicale.
In seguito si distinsero nei ruoli il conservatorio di musica (dedicato all'educazione musicale, l'attuale Conservatorio Giovanni Battista Martini) e l'Accademia (dedicata alla cultura musicale ed alla valorizzazione del proprio enorme archivio, oggi in collaborazione con il Museo internazionale e biblioteca della musica di Bologna).

## L'accademia oggi
Sotto la sua guida vengono organizzate stagioni concertistiche, corsi di formazione per giovani  musicisti , conferenze, congressi musicologici ed esposizioni di materiali del proprio archivio.